# Рафали
Рафали (пол. Rafały) — село в Польщі, у гміні Карнево Маковського повіту Мазовецького воєводства.
Населення — 128 осіб (2011).
У 1975-1998 роках село належало до Цехановського воєводства.

## Демографія
Демографічна структура станом на 31 березня 2011 року:
|          | Загалом | Допрацездатний вік | Працездатний вік | Постпрацездатний вік |
| -------- | ------- | ------------------ | ---------------- | -------------------- |
| Чоловіки | 67      | 14                 | 45               | 8                    |
| Жінки    | 61      | 8                  | 36               | 17                   |
| Разом    | 128     | 22                 | 81               | 25                   |